# Kentarō Satō (Komponist)
Kentarō Satō (jap. 佐藤 賢太郎, Satō Kentarō; * 12. Mai 1981 in Hamamatsu, Präfektur Shizuoka, Japan), auch Ken-P, ist ein japanisch-US-amerikanischer Komponist und Dirigent.
Er ist bekannt für seine Sinfonie- und Chormusik sowie Musik für Videospiele. Satō hatte einen Abschluss als Master of Music im Dirigieren (Spezialisierung Choräle) mit Auszeichnung und als Bachelor of Music in Media and Commercial Writing der California State University, Northridge (CSUN) und einen Abschluss in Cinema des Santa Monica College. 2005 gewann er den 26. Annual Choral Composition Contest des Ithaca College in New York.

## Musik

### Kommerzielle Musik
- Videospiel: Medal of Honor: European Assault (Instrumentation) Electronic Arts
- Videospiel: Tom Clancy’s Ghost Recon: Advanced Warfighter (Instrumentation) Ubisoft
- Videospiel: Tom Clancy’s Ghost Recon: Advanced Warfighter 2 (Instrumentation) Ubisoft
- Videospiel: Avalon Code, Titellied Deep Forest (Arrangement) Matrix Software
- Videospiel: Dissidia 012 Final Fantasy (Instrumentation und Text) Square Enix
- Videospiel: Final Fantasy Type-0 (Instrumentation und Text) Square Enix
- Videospiel: Final Fantasy Agito (Instrumentation und Text) Square Enix
- Musik: Wonderful World von Israel Kamakawiwoʻole (Instrumentation)

### Sinfonische Musik
- Symphonic Tale "Peter Pan"
- Wings of Dreams
- The Wind of Grassland
- Christmas Overture
- Redlands Overture
- Star Ocean Overture
- Freedom Overture
- A Gift from the Ocean
- Going Home with You
- The Great Voyages of Captain Little

### Chormusik (Auswahl)
- Missa pro Pace (Mass for Peace) -SATB divisi, Latin-
- Phoenix -SATB, Full or Chamber Orchestra ver./Organ ver./Piano ver., Latin-
- Requiem Pacis (Requiem of Peace) -SATB, Soprano Solo, and Chamber Orchestra (Piano ver/Organ ver), Latin-
- Te Deum -SATB, Organ or Piano, Percussions Latin-
- Veni Sancte Spiritus -SMA, Orchestra ver./Organ ver./Piano ver., Latin -
- Missa Trinitas -SSA, divisi, Latin-
- Cantata Amoris (Cantata of Love) -SATB divisi, Latin-
- Arbor Mundi (世界樹) -TTBB and Piano, Latin-
- Fabulae Persei (ペルセウス物語) -TTBB, Organ or Piano with optional Percussions and Narration, Latin-
- Laetentur Caeli (Let the Heavens be Glad) -SATB and String Orchestra (Piano ver./Organ ver.), Latin-
- In Laude Iesu -SATB, Latin-
- Ave Maria in C -SATB divisi, Latin-
- Ave Maria in F -SSA and Piano, Latin-
- Ave Regina Caerolum -SSA and Piano, Latin-
- Ave Maris Stella -SATB divisi, Latin-
- Carmen Laetitiae (Song of Joy)　-SSA, divisi, Latin-
- O Sacrum Convivium　-SATB, Latin-
- Nascatur Pax (Let Peace be Born) -SATB, divisi, Latin-
- Ortus Carminis (Arising of Song) -SATB, optional Piano, Latin-

### Musical
- Tenko-chan no Sotsugyōshiki (テンコちゃんの卒業式)
- Kono Hoshi ni Umarete (この星にうまれて)
- Niji no Kakehashi (虹のかけ橋)
- Himitsu no Takaramono (秘密の宝物)

## Diskografie
- 2007: Then Christmas Comes von Brethren
- 2010: Maria Mater von Vocalia Taldea
- 2010: Kantika Sakra von Kantika Korala